# Tri-County Mall
Tri-County Mall es un centro comercial ubicado en Springdale, un suburbio de Cincinnati, en el estado de Ohio (Estados Unidos). Originalmente conocido como Tri-County Shopping Center, se inauguró en 1960 y se ha ampliado varias veces. En un principio era una propiedad al aire libre con H. & S. Pogue Company (Pogue's) y John Shillito Company (Shillito's) como tiendas ancla. En 1969 se añadió un Sears. Una expansión entre 1990 y 1992 agregó un segundo nivel de tiendas y McAlpin's (vendido a Dillard's en 1998) como una cuarta tienda ancla. El centro comercial sufrió un lento declive en el siglo XXI, debido principalmente a su antigüedad y al aumento de la competencia. Tanto JC Penney como Dillard's se mudaron a centros comerciales más nuevos en la década de 2010, mientras que Sears cerró en 2018 y Macy's, en 2021. Tri-County Mall pertenece a SingHaiyi Group.

## Historia
Joseph Meyerhoff, un hombre de negocios que había desarrollado varias propiedades comerciales y residenciales en Baltimore, anunció en 1959 planes para el Tri-County Center. Este era un proyecto para un centro comercial con dos grandes almacenes con sede en Cincinnati como tiendas ancla: John Shillito Company (Shillito's) y H. & S. Pogue Company (Pogue's), ubicadas en los extremos norte y sur, respectivamente, de un espacio al aire libre. Otros inquilinos serían una tienda de SS Kresge Corporation, un supermercado Kroger y Grey Drug. Kenneth C. Miller fue el arquitecto. Las empresas consultoras ayudaron a seleccionar el sitio en la esquina noreste de Princeton Pike y Kemper Road en el suburbio de Springdale, justo al sur de la carretera interestatal 275 en construcción, luego de determinar que el área tenía el mayor potencial para el futuro crecimiento suburbano.
Tri-County Mall se abrió oficialmente al público el 26 de septiembre de 1960. Las inauguracaión incluyó actuaciones de la banda de Princeton High School y una ceremonia de inauguración organizada por Meyerhoff y el alcalde de Springdale. En el momento de la apertura, constaba de 51 tiendas en 46 452 m² de local comercial, con estacionamiento para hasta 4000 autos. Un artículo de 1960 en The Cincinnati Enquirer describió el centro comercial como "ajardinado para dar la apariencia de un parque", al tiempo que señalaba que era el centro más grande construido por Meyerhoff en ese momento. Shillito's agregó un cuarto nivel a su tienda en 1962, lo que permitió que el nivel más bajo de la tienda se dedicara a la mercadería con descuento; este concepto, llamado "tienda del sótano", también existía en su ubicación en el centro de Cincinnati.
Sears abrió como la tercera tienda ancla del centro comercial en mayo de 1967. Los 13 220 m², la tienda de dos pisos fue un prototipo de la cadena, presentando una mayor variedad de mercancías y servicios que sus tiendas típicas de la época, incluida la reparación de automóviles y un restaurante. El nuevo Sears se construyó hacia el este y estaba conectado con el resto del centro comercial mediante una nueva ala de tiendas. A diferencia del resto del edificio, el ala de expansión estaba cubierta, con palmeras, plantas tropicales y fuentes, junto con luces antiguas y tragaluces. Los inquilinos en esta sección incluían Casual Corner, Lane Bryant, Spencer Gifts, Hickory Farms y Waldenbooks. A principios de 1968, el resto del área al aire libre también se cerró, con una decoración similar a la expansión de 1967. La firma de Baxter, Hodell, Donnelly y Preston se desempeñó como arquitectos en el proyecto del recinto.

### 1970 y 1980
Durante los primeros años de existencia del Tri-County Mall, el espacio común se utilizó para albergar muchos eventos anuales. Esto incluyó el Outdoor Living Show, que permitió a los clientes ver campistas, botes, muebles de jardín y parrillas al aire libre para comprar en verano; Safety Town, un programa de cinco días organizado por la policía y el departamento de bomberos de Springdale para educar a los niños pequeños sobre la seguridad vial; y conciertos sinfónicos cada agosto. Todos estos se incluyeron en las festividades del décimo aniversario del centro comercial en 1970, junto con una serie de ventas y un desfile de moda para adolescentes realizado por Shillito's.
En 1971, la tienda de Pogue se amplió y remodeló, presentando patrones circulares en los techos y diferentes esquemas de color en cada departamento. Además, se agregó un tercer piso a la estructura anterior de dos pisos, creando espacio para muebles para el hogar y un salón de belleza. En 1976 se realizaron más renovaciones cuando la entrada principal fue redecorada en tonos tierra, al tiempo que se agregaron fuentes decorativas y ocho quioscos. También en 1976, el inquilino original Hader Hardware se mudó del Tri-County Mall a una tienda más grande en la periferia, que originalmente había sido un departamento de llantas y automotriz para Pogue's. Monumental Properties, el nombre que la división de bienes raíces de Meyerhoff había asumido en 1970, vendió el centro comercial a Equitable Life Insurance (ahora AXA Equitable Holdings) por 34 millones de dólares en 1979.
En 1982 Federated Department Stores (ahora Macy's, Inc.) fusionó John Shillito Company y Rike Kumler Co. (Rike's) bajo el nombre singular de Shillito-Rike's, pues los ejecutivos sintieron que la combinación de los dos nombres aumentaría la rentabilidad de ambas cadenas, dado que su sede quedaba cerca de Dayton. Cuatro años más tarde, todas las tiendas de Shillito-Rike se consolidaron aún más bajo el nombre de Lazarus. Otro cambio fundamental se produjo en 1984 cuando la empresa matriz de Pogue, Associated Dry Goods, fusionó la cadena con L. S. Ayres de Indianápolis. Un patio de comidas se abrió en la entrada principal en 1985, con nueve restaurantes, incluidos Baskin-Robbins, Great Steak y Pizza Hut. La inauguración de este patio de comidas coincidió con las festividades del 25 aniversario, incluida una rifa con un gran premio de 7000 dólares, una ceremonia de encendido de velas y un salto de calcetines. En ese momento, el centro comercial constaba de más de 91 404 m² de espacio comercial y más de 94 inquilinos. Un artículo de 1985 de Cincinnati Enquirer también señaló que la existencia del centro comercial ayudó a atraer más negocios e industrias al área de Springdale. A lo largo de la década de 1980, se construyeron muchos más centros comerciales a lo largo de la intersección de Princeton Pike y Kemper Road, incluidos Princeton Plaza, Cassinelli Square y Beltway Plaza, el último de los cuales se convirtió en una fábrica abandonada que anteriormente fabricaba dulces para la corporación Kroger.
En 1987, los desarrolladores de centros comerciales Shopco Advisory Group presentaron planes a la ciudad de Springdale para desarrollar otro centro comercial llamado Springdale Town Center directamente al otro lado de la Interestatal 275, en la esquina suroeste de Princeton Pike y Crescentville Road. Bajo estos planes, Springdale Town Center incluiría 92 903 m² del espacio del Tri-County Mall, con JC Penney y McAlpin's como anclajes propuestos. Shopco también se había sometido a negociaciones con el élder-Beerman, Marshall Field's y Jacobson como posibles presentadores; Shopco también acordó una estipulación de que Springdale Town Center no podría tener a Lazarus, Sears o L. S. Ayres como ancla hasta 1999. El ayuntamiento rechazó los planes por preocupaciones sobre el tráfico pesado y la saturación del mercado, pero JC Penney pudo ingresar al área de Springdale solo un año después cuando compró la tienda L. S. Ayres en Tri-County, junto con otras dos en Kenwood Towne Center y Northgate Mall. May Department Stores Company, que había adquirido Associated Dry Goods en 1986, decidió cerrar estas tres tiendas L. S. Ayres junto con una en el centro de Cincinnati y todas las ubicaciones en Kentucky debido a la falta de rentabilidad. JC Penney había realizado previamente una investigación de mercado que determinó la necesidad de más tiendas en centros comerciales en el mercado de Cincinnati, y los analistas concluyeron que la adquisición de las antiguas tiendas L. S. Ayres en los tres centros comerciales sería estratégica para la expansión de la cadena allí. La ubicación de Tri-County Mall de JC Penney abrió a mediados de 1988, lo que resultó en el cierre de una tienda existente en Hamilton.

### Años 1990 y 2000
Tri-County Mall experimentó una expansión en 1990, que duplicó el número de tiendas al agregar un segundo nivel encima de la parte existente. El segundo nivel estaba conectado con el resto del edificio mediante tres escaleras y un ascensor de vidrio. Además, se agregó una fuente al patio central y Sears trasladó el patio de comidas a una ubicación más grande en el nivel superior recién construido. El nuevo patio de comidas fue la primera parte de esta expansión que se abrió, y lo hizo en mayo de 1990. Para atraer negocios de los trabajadores de oficinas cercanos, el patio de comidas de Tri-County se convirtió en el primero en los Estados Unidos en aceptar pedidos de alimentos por fax. Los inquilinos originales del patio de comidas Pizza Hut, Great Steak y Spinning Fork se mudaron al patio de comidas más nuevo, que también incluía Arby's y varios restaurantes locales. También como parte de los proyectos de expansión y renovación, Lazarus remodeló su tienda a mediados de 1991, creando una planta más abierta con pasillos más anchos y menos división entre departamentos, a diferencia de la tendencia anterior de usar una decoración diferente en cada departamento. El plano de planta más amplio se logró eliminando varios almacenes y casi todo el departamento de muebles. Después de estas renovaciones, el gerente de la tienda señaló que la tienda era la más rentable de la cadena durante agosto y septiembre de 1991. La parte final de la expansión, un dos pisos con 22 297 m² de los grandes almacenes McAlpin, abiertos como la cuarta tienda ancla un año después. Fue la tienda por departamentos número 100 que abrió la empresa matriz Mercantile Stores Company, Inc., y fue diseñada por la misma firma de arquitectos que diseñó el Tri-County Mall a fines de la década de 1960. Para agregar McAlpin's, los desarrolladores de centros comerciales tuvieron que buscar la aprobación de la cadena Lazarus, que según los términos de su contrato de arrendamiento tenía que aprobar la adición de cualquier tienda ancla.

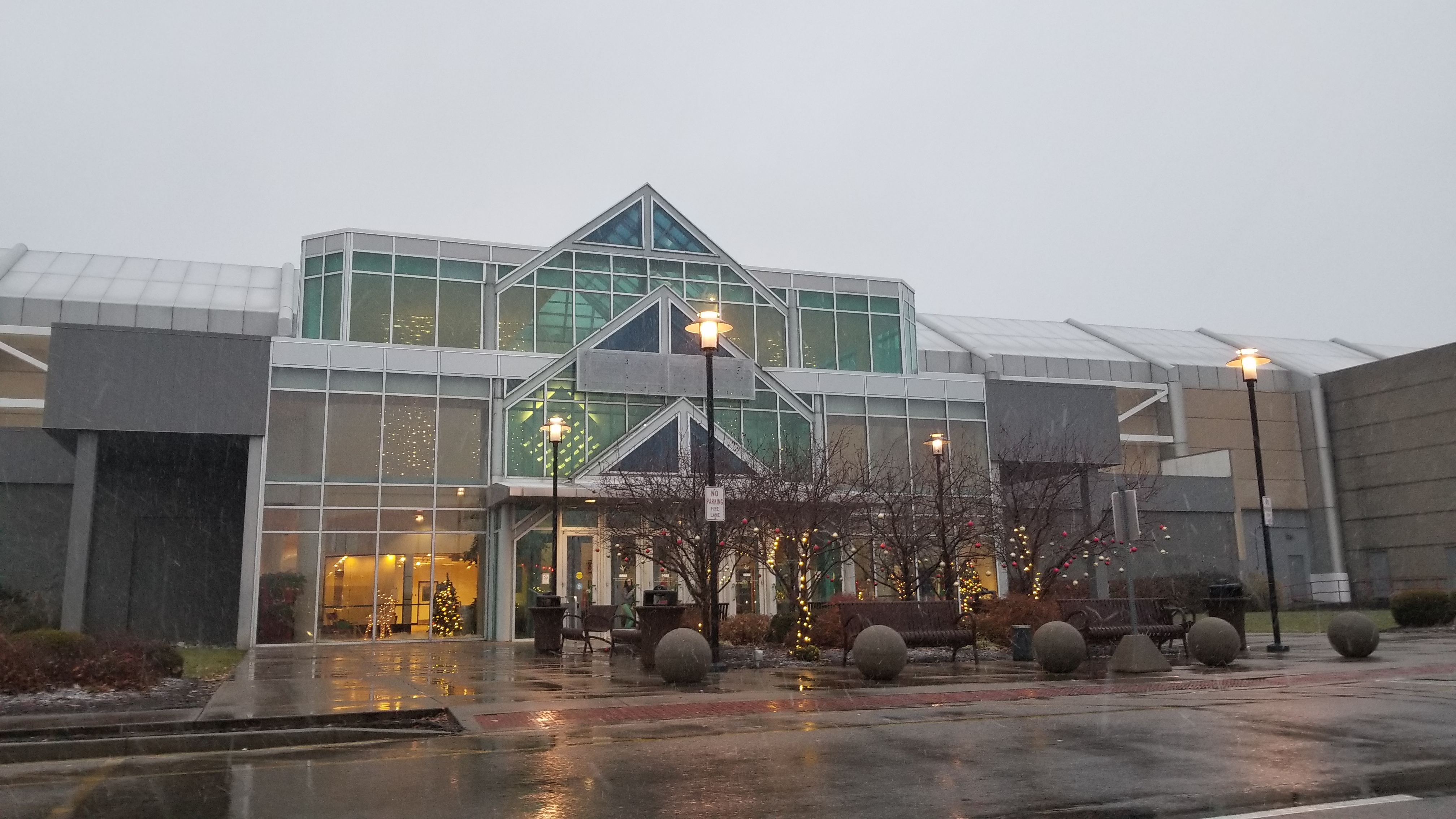
La entrada del centro comercial en 2018.

E diciembre de 1996 Equitable Life Insurance puso en venta Tri-County Mall y varias otras propiedades comerciales, debido a preocupaciones sobre la saturación en el mercado minorista estadounidense. Se vendió al Grupo O'Connor en julio de 1997 por 147 millones de dólares. En el momento de la venta, el centro comercial estaba alquilado en un 90 por ciento. En 1998, Dillard's adquirió Mercantile Stores Company, lo que resultó en que todas las tiendas de McAlpin's fueran rebautizadas como Dillard's. Blackstone Group, una empresa inmobiliaria con sede en la ciudad de Nueva York, anunció negociaciones para comprarle el centro comercial a O'Connor Group en 2002. Blackstone se lo vendió a Thor Equities en 2005. En el momento de la venta, el centro comercial enfrentaba una mayor competencia de Cincinnati Mills (ahora Forest Fair Village) recientemente renovado, y no había recibido renovaciones exteriores desde que se completó la expansión de principios de la década de 1990, dos factores que tuvieron un impacto negativo en el valor y la tenencia.
Otros dos cambios de ancla ocurrieron bajo la propiedad de Thor Equities. Lazarus, que había sido marcada con doble marca por Federated Department Stores como Lazarus- Macy's en 2003, se convirtió simplemente en Macy's en 2005. Además, JC Penney cerró su ubicación en Tri-County en 2005 y regresó a la ciudad de Hamilton con una tienda en el entonces recién construido centro comercial Bridgewater Falls. Un año más tarde, el antiguo edificio de JC Penney se sometió a una renovación importante, en la que se corrió un nuevo pasillo del centro comercial a través del nivel inferior del edificio, lo que condujo a una nueva entrada. El pasillo debía incluir varias tiendas nuevas, incluida una de muebles Ethan Allen y un restaurante cervecero llamado BJ's. También parte de este plan de renovación fue la nueva señalización a lo largo de la Interestatal 275. Una empresa conjunta de Coventry Real Estate y Developers Diversified Realty (ahora SITE Centers) compró Tri-County Mall en mayo de 2006.

### Años 2010 y 2020: decadencia y posible remodelación
Tras perder a JC Penney, el Tri-County Mall y el comercio de los alrededores continuaron sufriendo una disminución en la tenencia. Un factor fue la Gran Recesión, que afectó a una gran cantidad de tiendas en el Tri-County Mall o cerca de este. Entre estos Borders Books & Music, Value City, CompUSA y Circuit City, que cerraron por completo. Además, el crecimiento de la población se había desplazado hacia el norte del centro comercial desde la década de 1990, lo que resultó en nuevos desarrollos minoristas que alejaron a los inquilinos y compradores de los desarrollos más antiguos. Estos factores también afectaron a los centros comerciales Northgate y Forest Fair, creando un excedente de espacio comercial en el área. Otro factor citado por los analistas en el declive del centro comercial fue el toque de queda promulgado en 2010, que requería que los clientes menores de 18 años fueran escoltados fuera del centro comercial a las 4 de la tarde los viernes y sábados.
En julio de 2013, SingHaiyi Group, una empresa inmobiliaria con sede en Singapur, compró Tri-County Mall. Dillard's rebajó su tienda a un outlet en 2013, y luego la cerró en 2015 a favor de una nueva tienda en Liberty Center en Liberty Township. Para contrarrestar la disminución de la tenencia, SingHaiyi anunció un proyecto de renovación en 2015, que incluyó la incorporación de Chipotle Mexican Grill, Outback Steakhouse y se agregaron nuevos restaurantes de patio de comidas. También hubo un plan para convertir partes del edificio en oficinas u otros usos no comerciales, mientras se reemplaza el antiguo Dillard's con un comedor.
El 4 de junio de 2018, Sears anunció que su tienda Tri-County Mall cerraría en septiembre de ese año. Pese a otros cierres, Macy's abrió una división de su formato de descuento Backstage en 2018. Un artículo de 2017 señaló que, a pesar de las promesas de renovación de los desarrolladores, Tri-County Mall tenía una gran cantidad de vacantes en línea en ese momento, principalmente en el nivel principal y cerca del patio de comidas. Por esa razón el mismo artículo señaló que era "vulnerable" y que respondía a una tendencia en curso que afectaba a muchos otros centros comerciales. Entre las principales cadenas que abandonaron el centro comercial en la década de 2010 se encuentran The Limited, que cerró en 2016, y luego Victoria's Secret, Charlotte Russe, y Things Remejected, todas en 2019.
El 5 de enero de 2021, se anunció que Macy's cerraría el 21 de marzo de 2021, como parte de un plan para cerrar 46 tiendas en todo el país, lo que dejó el centro comercial sin anclas. La ciudad de Springdale aprobó un plan de reurbanización en diciembre de 2021, que requerirá la demolición y reconfiguración del centro comercial en una serie de edificios de diez pisos con tiendas, oficinas y residencias. Se prevé que el plan costará mil millones de dólares y requerirá la rezonificación del terreno.